# Kyle Richardson
Kyle Richardson (Brisbane (Queensland), 13 mei 1987) is een Australische zwemmer.

## Carrière
Bij zijn internationale debuut, op de wereldkampioenschappen zwemmen 2009 in Rome, strandde Richardson in de series van de 50 meter vrije slag.
Op de Pan Pacific kampioenschappen zwemmen 2010 in Irvine eindigde de Australiër als zesde op de 100 meter vrije slag, op zowel de 50 als de 200 meter vrije slag werd hij uitgeschakeld in de series. Op de 4x100 meter vrije slag veroverde hij samen met Eamon Sullivan, Cameron Prosser en James Magnussen de zilveren medaille, samen met Ashley Delaney, Christian Sprenger en Geoff Huegill sleepte hij de zilveren medaille in de wacht op de 4x100 meter wisselslag. Tijdens de Gemenebestspelen 2010 in Delhi eindigde Richardson als vijfde op de 100 meter vrije slag, op de 4x100 meter vrije slag legde hij samen met Eamon Sullivan, Tommaso D'Orsogna en James Magnussen beslag op de gouden medaille. Samen met Ashley Delaney, Christian Sprenger en Geoff Huegill zwom hij in de series van de 4x100 meter wisselslag, in de finale sleepten Delaney, Sprenger en Huegill samen met Eamon Sullivan de gouden medaille in de wacht. Voor zijn aandeel in de series ontving Richardson eveneens de gouden medaille. In Dubai nam de Australiër deel aan de wereldkampioenschappen kortebaanzwemmen 2010, op dit toernooi strandde hij in de halve finales van zowel de 50 als de 100 meter vrije slag en in de series van de 200 meter vrije slag. Op de 4x100 meter vrije slag eindigde hij samen met James Magnussen, Matt Abood en Tommaso D'Orsogna op de vijfde plaats, samen met Tommaso D'Orsogna, Patrick Murphy en Mitchell Dixon eindigde hij als vijfde op de 4x200 meter vrije slag.
Op de wereldkampioenschappen zwemmen 2011 in Shanghai zwom Richardson samen met Matt Abood, James Roberts en Eamon Sullivan in de series van de 4x100 meter vrije slag, in de finale veroverden Abood en Sullivan samen met James Magnussen en Matt Targett de wereldtitel. Voor zijn inspanningen in de series werd Richardson beloond met de gouden medaille.
Tijdens de wereldkampioenschappen kortebaanzwemmen 2012 in Istanboel werd de Australiër uitgeschakeld in de halve finales van zowel de 50 als de 100 meter vrije slag. Op de 4x200 meter vrije slag veroverde hij samen met Tommaso D'Orsogna, Jarrod Killey en Robert Hurley de zilveren medaille, samen met Tommaso D'Orsogna, Travis Mahoney en Kenneth To sleepte hij de bronzen medaille in de wacht op de 4x100 meter vrije slag. Op de 4x100 meter wisselslag zwom hij samen met Robert Hurley, Kenneth To en Grant Irvine in de series, in de finale legden Hurley, To en Irvine samen met Tommaso D'Orsogna beslag op de bronzen medaille. Voor zijn aandeel in de series ontving hij de bronzen medaille.

## Internationale toernooien
| Jaar | Olympische Spelen | WK langebaan                                        | WK kortebaan | PanPacs                                                                                                   | Gemenebestspelen                                                                             |
| ---- | ----------------- | --------------------------------------------------- | --- | --- | -------------------------------------------------------------------------------------------- |
| 2009 |                   | 21e 50m vrije slag                                  | | |                                                                                              |
| 2010 |                   |                                                     | 9e 50m vrije slag 15e 100m vrije slag 15e 200m vrije slag 5e 4x100m vrije slag 5e 4x200m vrije slag                                   | serie 50m vrije slag · 6e 100m vrije slag · serie 200m vrije slag · 4x100m vrije slag · 4x100m wisselslag | 5e 100m vrije slag · 4x100m vrije slag · 4x100m wisselslag · Richardson zwom enkel de series |
| 2011 |                   | 4x100m vrije slag · Richardson zwom enkel de series | | |                                                                                              |
| 2012 | geen deelname     |                                                     | 11e 50m vrije slag · 9e 100m vrije slag · 4x100m vrije slag · 4x200m vrije slag · 4x100m wisselslag · Richardson zwom enkel de series | |                                                                                              |

## Persoonlijke records
Bijgewerkt tot en met 16 maart 2012
Kortebaan
| Afstand         | Tijd    | Datum            | Plaats |
| --------------- | ------- | ---------------- | ------ |
| 50m vrije slag  | 21,21   | 9 augustus 2009  | Hobart |
| 100m vrije slag | 46,98   | 11 augustus 2009 | Hobart |
| 200m vrije slag | 1.44,13 | 8 augustus 2009  | Hobart |

Langebaan
| Afstand         | Tijd    | Datum            | Plaats   |
| --------------- | ------- | ---------------- | -------- |
| 50m vrije slag  | 22,21   | 31 juli 2009     | Rome     |
| 100m vrije slag | 48,69   | 19 augustus 2010 | Irvine   |
| 200m vrije slag | 1.48,57 | 16 maart 2012    | Adelaide |